# (36200) 1999 TA97
1999 تي أي 97 (ويعرف أيضًا باسم (36200) 1999 تي أي 97 وفق تسمية الكوكب الصغير) (بالإنجليزية: 1999 TA97)‏ هو كويكب ضمن حزام الكويكبات؛ وترتيبه 36200 من حيث الاكتشاف.
اكتُشف هذا الجُرم الفلكي بواسطة بحث لنكولن عن الكويكبات القريبة من الأرض في 2 أكتوبر 1999.

## وصلات خارجية
- (36200) 1999 TA97 في قاعدة بيانات مختبر الدفع النفاث لأجرام النظام الشمسي الصغيرة

- الاكتشاف · مخطط المدار ·  العناصر المدارية · المعلمات المادية

- (36200) 1999 TA97 على موقع ويكي سكاي: DSS2, SDSS, GALEX, IRAS, Hydrogen α, X-Ray, Astrophoto, Sky Map, Articles and images